# Trinidad y Tobago en los Juegos Olímpicos de la Juventud 2018
Trinidad y Tobago participó en los Juegos Olímpicos de la Juventud 2018 en Buenos Aires, Argentina, celebrados entre el 6 y el 18 de octubre de 2018. Su delegación estuvo conformada por trece atletas en tres disciplinas. No obtuvo medallas en las justas deportivas.

## Medallero
| Medalla       | Oro | Plata | Bronce | Total |
| ------------- | --- | ----- | ------ | ----- |
| Total oficial | 0   | 0     | 0      | 0     |

## Disciplinas

### Atletismo
Trinidad y Tobago clasificó a dos atletas en esta disciplina.
- Eventos masculinos - Dominic Cole, Kelsey Daniel

### Fútsal
Trinidad y Tobago clasificó a su equipo femenino en esta disciplina.
- Torneo femenino - 1 equipo de 11 atletas

### Natación
Trinidad y Tobago clasificó a un atleta en esta disciplina.
- Eventos masculinos - Kael Yorke